# A’ja Wilson
A’ja Riyadh Wilson (ur. 8 sierpnia 1996 w Hopkins) – amerykańska koszykarka, występująca na pozycji silnej skrzydłowej, reprezentantka kraju, aktualnie zawodniczka Las Vegas Aces w WNBA.
W szkole średniej uprawiała też lekkoatletykę (100 m - 2011/2012), siatkówkę (2011/2012) oraz piłkę nożną (2010/2011). Jako siatkarka została zaliczona do składu najlepszych zawodniczek stanu.
W 2014 została wybrana najlepszą zawodniczką amerykańskich szkół średnich przez kilka różnych organizacji (WBCA, Naismith, Parade), wystąpiła też w meczu gwiazd McDonald’s All-American oraz zaliczona do I składu Parade All-America. Wybierano ją także trzykrotnie najlepszą zawodniczką niezależnych szkół średnich stanu Karolina Południowa.

## Osiągnięcia
Stan na 19 lutego 2022, na podstawie, o ile nie zaznaczono inaczej.

### NCAA
- Mistrzyni:
  - NCAA (2017)
  - turnieju konferencji Southeastern (SEC – 2015–2018)
  - sezonu regularnego konferencji SEC (2015–2017)
- Uczestniczka rozgrywek:
  - NCAA Final Four (2015, 2017)
  - Elite 8 turnieju NCAA (2015, 2017, 2018)
  - Sweet 16 turnieju NCAA (2015–2018)
- Most Outstanding Player (MOP=MVP) turnieju NCAA (2017)
- Zawodniczka Roku:
  - NCAA:
    - Wade Trophy (2018)
    - John R. Wooden Award (2018)[4]
    - Honda Sports Award (2018)
    - im. Naismitha (2018)[5]
    - według:
      - Associated Press (2018)
      - USBWA (2018)
      - ESPN (2018)
      - USA Today (2018)
      - Basketball Times (2018)

  - konferencji SEC (2016–2018)
- MVP konferencji SEC (2017, 2018)
- Najlepsza:
  - defensywna zawodniczka SEC (2016, 2018)
  - pierwszoroczna zawodniczka konferencji SEC (2015)
- Zaliczona do:
  - I składu:
    - All-American (2016–2018)
    - SEC (2015–2018)
    - najlepszych pierwszorocznych zawodniczek SEC (2015)
    - defensywnego SEC (2016, 2017)
    - turnieju:
      - NCAA Stockton Region (2018)
      - NCAA Albany Region (2018)
      - SEC (2016)

  - III składu All-America (2016 przez Associated Press)
  - składu:
    - SEC Winter Academic Honor Roll (2016, 2017)
    - All-America Honorable Mention (2015 przez WBCA)

### WNBA
- Wicemistrzyni WNBA (2020)[6]
- Zdobywczyni pucharu WNBA Commissioner's Cup (2022)[7]
- MVP WNBA (2020)
- Debiutantka roku WNBA (2018)[8]
- Powołana do udziału w meczu gwiazd WNBA (2018, 2019 – nie wystąpiła[9])
- Uczestniczka meczu gwiazd – kadra USA vs gwiazdy WNBA (2021)[10]
- Zaliczona do:
  - I składu:
    - WNBA (2020)[11]
    - debiutantek WNBA (2018)

  - II składu:
    - WNBA (2021)[12]
    - defensywnego WNBA (2020)[13]
- Liderka WNBA w blokach (2020, 2022)

### Reprezentacja
Drużynowe
- Mistrzyni:
  - olimpijska (2020[14], 2024[15])
  - świata:
    - 2018, 2022[16]
    - U–19 (2013, 2015)

  - Ameryki U–18 (2014)

Indywidualne
- Koszykarka roku według USA Basketball (2015)
- MVP:
  - igrzysk olimpijskich (2024)[17]
  - mistrzostw:
    - świata (2022)[16]
    - świata U–19 (2015)
    - Ameryki U–18 (2014)
- Zaliczona do I składu:
  - igrzysk olimpijskich (2020[18], 2024[17])
  - mistrzostw:
    - świata (2022)[16]
    - świata U–19 (2015)
    - Ameryki U–18 (2014)
- Liderka strzelczyń mistrzostw Ameryki U–18 (2014)